# Adolf Schulze (Sänger)
Adolf Schulze (* 13. April 1835 in Mannhagen bei Mölln; † April 1920 in Jena; vereinzelt auch Adolph Schulze) war ein deutscher Sänger (Bariton) und Musikpädagoge.

## Leben
Adolf Schulze wirkte zunächst als Elementarlehrer in Hamburg. Dort erhielt er auch durch Karl Voigt eine erste Gesangsausbildung, die später in London unter dem Sänger und Musikpädagogen Manuel Garcia d. J. weiter vertieft wurde.
Seit 1864 war er als Konzert- und Oratoriensänger wiederum in Hamburg tätig. Darüber hinaus gab Adolf Schulze dort Gesangsunterricht. Mitte der 1870er Jahre erfolgte eine Berufung als Professor und Dirigent der Gesangsklasse an die Königliche Hochschule für Musik in Berlin. Zudem war er Mitglied des Senats der Preußischen Akademie der Künste.
Im Jahr 1884 gastierte er in Kassel, wo er während einer Aufführung von Robert und Bertram von Gustav Raeder als Gefängniswärter Strambach einen künstlich aufgeklebten Bart verschluckte, der sich durch die große Hitze auf der Bühne gelöst hatte und in seinem Schlund feststeckte. Mit Hilfe herbeigeeilter Ärzte konnte Schulze dazu gebracht werden, den Bart vollends zu verschlucken. Nach diesem Vorfall spielte er die Vorstellung „mit seinem ihm eigenen unverwüstlichen Humor“ zu Ende.
Adolf Schulze ging im Herbst 1910 in den Ruhestand, den er in Jena verbrachte und wo er Anfang April 1920 kurz vor Vollendung des 85. Lebensjahres starb.